# Agapanthia yagii
Agapanthia yagii là một loài bọ cánh cứng trong họ Cerambycidae.